# Зорі типу SS Лебедя
Змінні зорі типу SS Лебедя (UGSS) — один з трьох підкласів карликових нових зір, прототип — SS Лебедя. Прототипом загального класу карликових нових є зоря U Близнят (U Gem) і позначення підкласу в ЗКЗЗ є абревіатурою від U Geminorum + SS Cygni. 
Ці зорі спалахують з амплітудами від 2 до 6 зоряних величин, спалах триває від 1 до 2 днів, а потім за декілька діб світність повертається до попереднього значення. Середній інтервал між спалахами становить від 10 днів до кількох років. Хоча більшість зір типу SS Лебедя демонструють суміш різних коротких і довгих спалахів, останні суттєво відрізняються від надмаксимумів зір типу SU Великої Ведмедиці.
Подвійна система складається з головного компонента — білого карлика — і його холоднішого супутника (червоного карлика чи субгіганта класу F, G, K або M), який заповнив свою порожнину Роша. Через внутрішню точку Лагранжа речовина перетікає з супутника на головну зорю.

## Механізм спалахів
У 1970-ті роки спочатку Й. Смак, а згодом і Й. Осакі висунули гіпотезу диска-накопичувача, в якій речовина холодної зорі перетікає з постійною швидкістю й акумулюється в диску, а час від часу скидається на поверхню білого карлика. Спалах обумовлений саме цим підвищенням швидкості перетікання речовини на білий карлик, зумовлений якоюсь нестійкістю диску, на той час не ототожненою. 
Надалі Ф. Майер та Е. Майер-Хофмайстер запропонували механізм теплової нестабільності дисків карликових нових. Диск може перебувати в двох стійких станах: 
У «холодному» стані Гідроген, з якого переважно складається речовина диску, нейтральний. В'язкість речовини диску порівняно низька, темп акреції на білий карлик порівняно невеликий. Основна частка маси, що перетікає від червоного компонента подвійної системи, накопичується в диску, маса та поверхнева густина якого зростають. 
Нарешті, поверхнева густина сягає критичного значення. При вищій поверхневій густині водень диску іонізується, відбувається перехід до стану т.з. «гарячого» диску. В'язкість при цьому стрибкоподібно збільшується, темп акреції зростає, відбувається спалах карликової нової зорі. Коли поверхнева густина зменшується до критичного значення, диск повертається до «холодного» стану, і спалах завершується.
Описаний цикл повторюється, чим пояснюються квазі-періодичні спалахи карликових нових типу UGSS.